# The Itch
The Itch è un singolo della cantante statunitense Vitamin C, pubblicato il 10 ottobre 2000 come primo estratto dal secondo album in studio More.
Il brano è scritto dalla stessa cantante assieme a Jimmy Harry e Billy Steinberg.

## Tracce
CD Singolo (Stati Uniti)
1. The Itch (Original Version) – 3:31
2. Graduation (Friends Forever) (Original Version) – 5:39

CD Singolo (Europa)
1. The Itch (Radio Edit) – 3:13
2. The Itch (Original Version) – 3:31
3. Graduation (Friends Forever) (Original Version) – 5:42
4. The Itch (DJ Scribbles Club Mix) – 7:18

## Classifiche

### Classifiche settimanali
| Classifica (2000-01) | Posizione massima |
| -------------------- | ----------------- |
| Australia            | 6                 |
| Nuova Zelanda        | 34                |
| Stati Uniti          | 45                |

### Classifiche di fine anno
| Classifica (2001) | Posizione |
| ----------------- | --------- |
| Australia         | 69        |